# Kampfbund für deutsche Kultur
La Liga Militante para la Cultura Alemana (en alemán: Kampfbund für deutsche Kultur, KfdK), fue una sociedad política nacionalista antisemita durante la República de Weimar y la era nazi. Fue fundada en 1928 como el Nationalsozialistische Gesellschaft für deutsche Kultur (NGDK, Sociedad Nacionalsocialista para la Cultura Alemana) por el ideólogo nazi Alfred Rosenberg y permaneció bajo su dirección hasta que fue reorganizada y pasó a llamarse Comunidad Nacionalsocialista de Cultura (Nationalsozialistische Kulturgemeinde) en 1934. Su objetivo era hacer una huella significativa en la vida cultural de Alemania que se basaba en los fines y objetivos de los círculos internos del Partido Nazi. Tras su reorganización, se fusionó con la Deutsche Bühne (Etapa Alemana), se conectó con el establecimiento del organismo oficial para la vigilancia cultural, la "Dienstelle Rosenberg" (DRbg) y más tarde se conoció como Amt Rosenberg.

## Miembros y seguidores
El número de miembros, que se organizaron en capítulos locales, aumentó de aproximadamente 300 en 25 capítulos en abril de 1929 a aproximadamente 38.000 en 450 capítulos para octubre de 1933.
Los miembros y simpatizantes incluyeron representantes del ala de extrema derecha del movimiento nacionalsocialista. Entre ellos se encontraban los historiadores literarios antisemitas Adolf Bartels, Ludwig Polland, Gustaf Kossinna, el físico y oponente de Einstein, Philipp Lenard, los editores Hugo Bruckmann y Julius Friedrich Lehmann, los líderes de la Sociedad de Bayreuth Winifred Wagner, Daniela Thode, Hans Freiherr von Wolzogen, la viuda del ideólogo racial Houston Stewart Chamberlain, Eva Chamberlain, el compositor Paul Graener, los filósofos Otto Friedrich Bollnow, y Eugen Herrigel, poeta y más tarde presidente del Reichsschrifttumskammer Hanns Johst; el arquitecto Paul Schulze-Naumburg, que editó el periódico Kunst und Rasse [Arte y raza], y que habló en muchos eventos; Gustav Havemann, un violinista y más tarde líder del Reichsmusikkammer (quien fundó y dirigió una orquesta de Kampfbund); el director de teatro Karl von Schirach; Fritz Kloppe, quien dirigió Werwolf, una organización paramilitar; y el teólogo y musicólogo nacionalista Fritz Stein. Othmar Spann, filósofo político austriaco y profesor de Friedrich Hayek. Después de un anuncio el 20 de abril de 1933, Edwin Werner, PhD, fundó su propia asociación en Passau.
Entre los miembros corporativos y organizativos se encuentran la Asociación de Fraternidades Alemanas [Deutsche Burschenschaften], la Asociación Alemana de la Patria [Deutsche Landsmannschaft], las Asociaciones Alemanas de Gimnasia Universitaria [Turnerschaften an deutschen Hochschulen], la Asociación de Gremios Alemanes [Deutsche Gildenschaften], la Asociación de Clubs de Coro Alemanes [Deutsche Sängerschaft], Sociedad Universitaria Alemana de Música [Sondershäuser Verband] y Sociedad Alemana de Arte Universitario [Deutscher Hochschulring].

## Publicaciones y acciones políticas

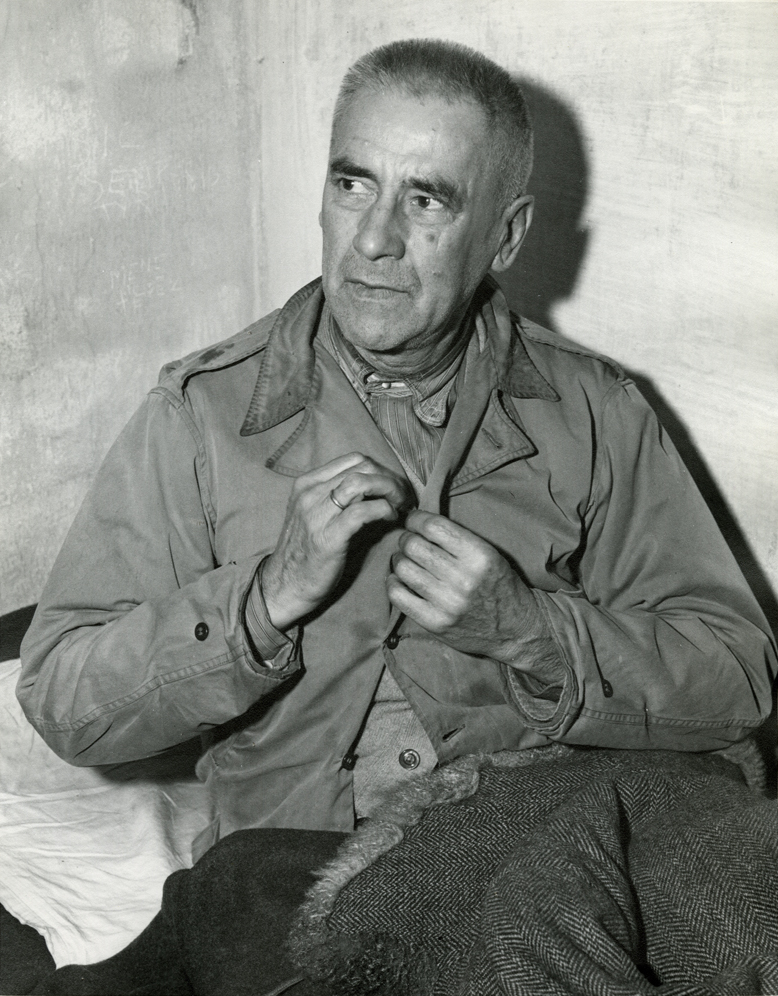
Frick en su celda, 1945.

La Sociedad publicó el periódico Mitteilung des Kampfbundes für deutsche Kultur [Procedimientos de la KfdK] de 1929 a 1931. Bajo el encabezado "Signos de los Tiempos" enumeraron a sus enemigos: Erich Kästner, Kurt Tucholsky, Thomas Mann, Bertolt Brecht, Walter Mehring , y el Instituto de Investigación Sexual de Berlín. Más tarde, los más frecuentemente mencionados fueron Paul Klee, Kandinsky, Kurt Schwitters, el Movimiento Bauhaus, Emil Nolde, Karl Hofter, Max Beckmann y Georg Grosz. Los libros de Ernst Toller, Arnold Zweig, Jakob Wassermann, Lion Feuchtwanger, Arnolt Bronnen, Leonhard Frank, Emil Ludwig y Alfred Neumann fueron calificados de poco alemanes. En 1930, la sociedad dirigió una campaña contra Ernst Barlach y el llamado "arte del odio" (Hetzkunst) de Käthe Kollwitz.
La Sociedad publicó Observatorio de la cultura alemana: Diario de la KfdK en octubre de 1932, reimpreso en 1933, bajo la dirección de Hans Hinkel.
Sus actividades tuvieron un impacto a nivel nacional. En 1930, Wilhelm Frick, ministro de Interior y Cultura Nazi de Turingia y líder regional de la KdfK, nombró a Hans Severus Ziegler de la firma Schultze-Naumburg como director del Instituto de Arquitectura de Weimar. Inmediatamente despidió a todos los practicantes del estilo Bauhaus. Frick ordenó que las obras de arte de "artistas degenerados" fueran retiradas del Schlossmuseum en Weimar. Estas incluían obras de Otto Dix, Lyonel Feininger, Kandinsky, Paul Klee, Barlack, Oskar Kokoschka, Franz Marc y Emil Nolde, aunque este último era un nazi. Las obras de los compositores modernistas Stravinsky e Hindemith fueron sacadas de los programas de conciertos subvencionados por el estado, y los libros de Erich Maria Remarque y las películas de Eisenstein, Pudovkin y Georg Wilhelm Pabst fueron prohibidas por completo.
La KfdK, bajo los auspicios de Frick, organizó su primera conferencia importante para jóvenes en Pentecostés en 1930. Presentó a los líderes nazis Baldur von Schirach, Goebbels, Göring y Darré. Haciendo referencia a los "héroes espirituales" de Weimar, una resolución pedía "fortalecer la voluntad militar alemana" y, en referencia a las artes, "resistencia contra todas las influencias dañinas populistas en el área del teatro, la literatura y las bellas artes, y contra la arquitectura alienígena". El siguiente Pentecostés en 1931, asistió a una reunión juvenil y cultural en Potsdam, donde Rosenberg dio conferencias sobre "Sangre y honor", y "Raza y personalidad", y Göring sobre el tema "Preparación para luchar para proteger nuestra cultura".